# Kwong-Wah Steinraht
Kwong-Wah Steinraht (Amsterdam, 1 september 1982) is een voormalig profvoetballer.
Steinraht kwam uit als amateur voor FC Lisse van 2003-2005 en voor de IJsselmeervogels van 2005-2006 in de zaterdag hoofdklasse als amateur. In het seizoen 2006-2007 kreeg hij een profcontract en kwam hij uit in de eerste divisie voor HFC Haarlem. In totaal zou hij voor deze club 24 wedstrijden spelen waarin hij tweemaal scoorde. Eerder hoorde hij ook een seizoen tot de selectie van Stormvogels Telstar, maar toen kwam hij niet in actie. Na 2007 kreeg hij geen profcontract meer aangeboden en ging spelen als amateur voor de  IJsselmeervogels waar hij tot 2011 voor uitkwam. Daarna kwam hij nog uit voor de Quick Boys uit Katwijk en ASV De Dijk.